# FK Petrotrest
FK Petrotrest (Russisch: ФК Петротрест) was een Russische voetbalclub uit Sint-Petersburg.
De club werd in 2001 opgericht en begon op amateurniveau. De club kwam al snel in de Russische tweede divisie en speelde in 2005 een seizoen in de Russische eerste divisie. Tussen 2007 en 2011 speelde de club als FK Dynamo Sint-Petersburg als voortzetting van de in 2004 ontbonden club FK Dinamo Sint-Petersburg. Na het seizoen 2010 werd de oude naam hersteld en ging een nieuwe club als FK Dynamo spelen. In het seizoen 2011/12 won de club de westelijke ronde van de tweede divisie en promoveerde voor de tweede maal naar de eerste divisie. In 2013 fuseerde de club met het nieuwe Dynamo en onder die naam ging men verder.